# Rurka (Chojna)
Rurka (deutsch Rörchen) ist ein Ort in der polnischen Woiwodschaft Westpommern. Er gehört zu der Stadt- und Landgemeinde Chojna (Königsberg in der Neumark) im Powiat Gryfiński (Greifenhagener Kreis).

## Geographische Lage
Der Ort liegt in Hinterpommern am Flüsschen Rörike und an der Grenze zur Neumark, etwa fünf Kilometer nordöstlich von Chojna (Königsberg in der Neumark) und etwa 50 Kilometer südlich von Stettin.

## Geschichte

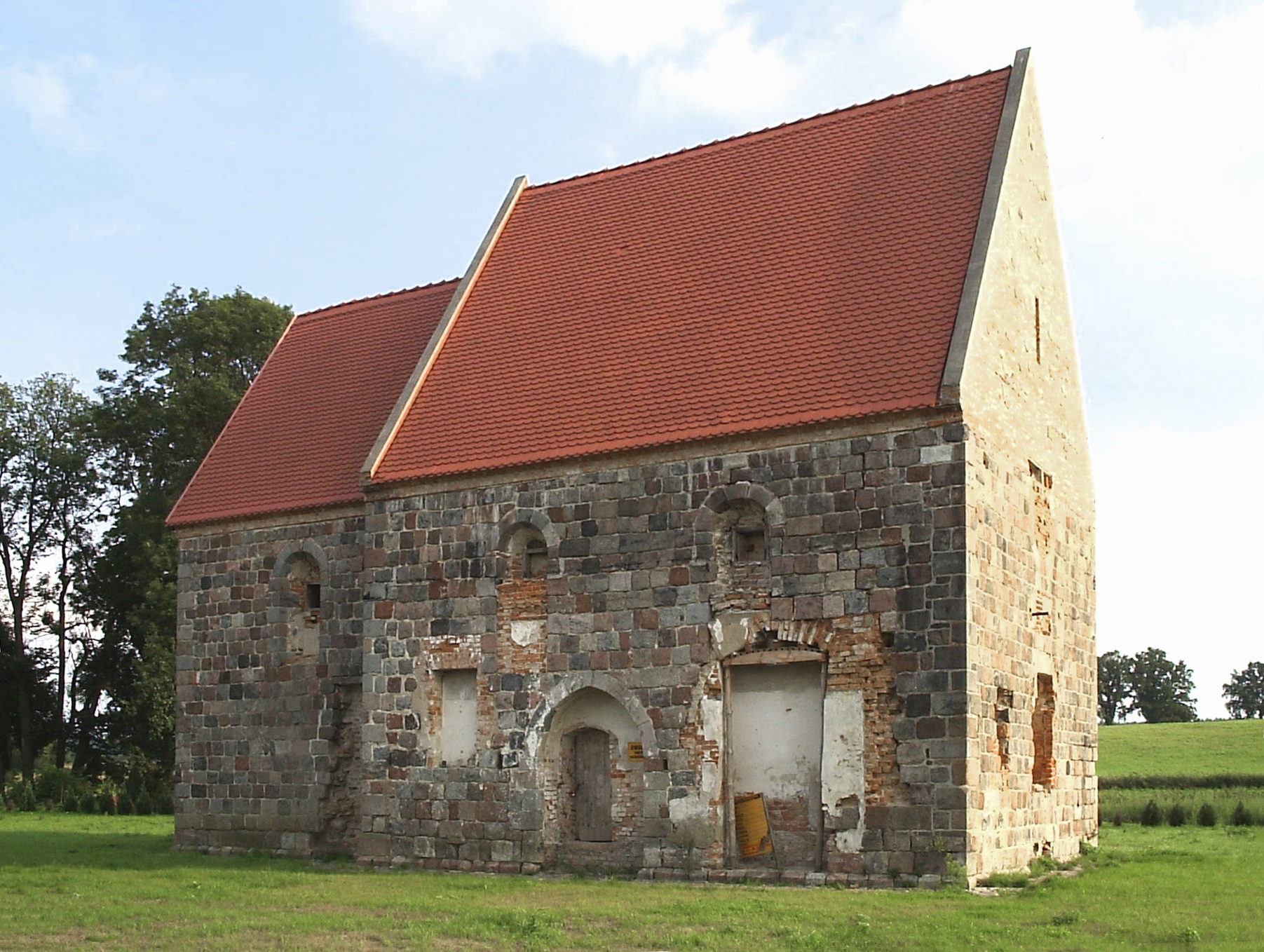
Kapelle der ehemaligen Templerkomturei

Rörchen wurde am Fluss Röhrike als eine Niederlassung (Komturei) des Templerordens gegründet. Die Niederlassung lag im Land Bahn, das Herzog Barnim I. von Pommern dem Templerorden 1234 geschenkt hatte. Die Erwähnung von Rorkam in einer Urkunde Herzog Barnims I. von 1244 bezieht sich möglicherweise auf den Ort, möglicherweise aber auch bloß auf den Fluss. In Rörchen stellte 1248 Bischof Wilhelm von Cammin eine Urkunde aus. Als Komture der Templer in Rörchen sind Friedrich (1263), Dietrich, Bernhard von Eberstein und Jordan von Esebeck überliefert.
Mit der Aufhebung des Templerordens im Jahre 1312 übergab Herzog Otto I. von Pommern dessen Besitz an den Johanniterorden, darunter auch Rörchen. Die Johanniter unterhielten in Rörchen ebenfalls eine Komturei; als erster Komtur wird 1334 Henning von Buch genannt. Die Gebäude der Komturei wurden 1377 in einer Fehde durch die Bürger der Stadt Königsberg in der Neumark zerstört, lediglich die Kapelle blieb erhalten. Der Johanniterorden verlegte daraufhin seine Komturei nach Wildenbruch.
Um 1779 bestanden in Rörchen ein Vorwerk und 39 Haushaltungen.
Vor 1945 bildete Rörchen eine Gemeinde im Landkreis Greifenhagen des Regierungsbezirks Stettin in der preußischen Provinz Pommern des Deutschen Reichs. Die Ortschaft war dem Amtsbezirk Steinwehr zugeordnet.
Nach Ende des Zweiten Weltkriegs 1945 wurde Rörchen, wie ganz Hinterpommern mit Ausnahme militärischer Sperrgebiete, seitens der sowjetischen Besatzungsmacht der Volksrepublik Polen zur Verwaltung unterstellt. Danach begann im Ort allmählich die Zuwanderung ansiedlungswilliger Polen. Das Dorf wurde fortan unter dem Namen „Rurka“ (wörtlich: Röhrchen) verwaltet. Die einheimische Bevölkerung wurde in der Folgezeit von der polnischen Administration aus dem Gebiet vertrieben.

### Entwicklung der Einwohnerzahlen
- 1925: 406[3]
- 1933: 374[3]
- 1939: 319[3]

## Sehenswürdigkeiten
- Die Kapelle der ehemaligen Templerkomturei ist etwa zur Hälfte erhalten. Sie war 1874 zur Brennerei umgebaut worden, wobei der östliche Giebel und die Gewölbe entfernt worden waren.
- Die Dorfkirche ist ein Fachwerkbau ohne Turm mit einem Kanzelaltar aus dem 18. Jahrhundert.